# Chusé Inazio Nabarro
Chusé Inazio Nabarro (špansko José Ignacio Nabarro García), španski jezikoslovec, filolog, literarni zgodovinar, strokovnjak aragonščine, pesnik, pisatelj, * 30. november, 1962, Taust.
Leta 2004 je postal predsednik Aragonskega jezikovnega sveta (Consello d’a Fabla Aragonesa). Je tudi član Svetovalnega odbora Aragonije (Consello Asesor de l’Aragonés) in Inštituta staroaragonskih študijev na Oddelku za jezik in književnost.
Od leta 1989 je napisal več člankov in razprav o aragonistiki. Tudi je izdal zbirke pesmi ter romane in novele v aragonščini.